# Ferid Murad
Ferid Murad (Whiting, Indiana, 1936. szeptember 14. – Menlo Park, Kalifornia, 2023. szeptember 4.) amerikai biokémikus, farmakológus. 1998-ban Robert F. Furchgott-tal és Louis Ignarróval megosztva elnyerte az orvostudományi Nobel-díjat, mert felfedezte a nitrogén-monoxid szignáltovábbító funkcióját a szív- és érrendszerben.

## Tanulmányai
Apja, az albán Jabir Murat Ejupi 1913-ban vándorolt ki az Egyesült Államokba és 1935-ben, 39 évesen vette feleségül a 17 éves Henrietta Josephine Bowmant. Ferid három fiuk közül a legidősebb volt. Korán munkára fogták, a családi étteremben segített mosogatni, majd amikor idősebb lett, felszolgált és a pénztárt kezelte. Liberális vallási közegben nevelkedett, apja muszlim volt, anyja baptista; öccsei katolikus lányokat vettek feleségül és ők is áttértek, maga Ferid pedig a főiskolán tért be az episzkopális felekezetbe.
A középiskola elvégzése után az indianai DePauw Egyetemen tanult, és mivel orvosnak készült, fő tárgyai a biológia és kémia voltak. Miután 1958-ban elvégezte a főiskolát, jelentkezett a clevelandi Case Western Reserve University kombinált orvosdoktor-PhD programjára. Mentora a farmakológiai tanszék vezetője, a leendő Nobel-díjas Earl W. Sutherland volt.

## Pályafutása
1965-ben szerezte meg MD és PhD fokozatát. A következő két évben a Massachusettsi Általános Kórházban elvégezte rezidentúráját, majd a National Institutes of Health (NIH) kardiológiai intézetében helyezkedett el kutatóként. 1970-től a Virginiai Egyetem oktatója volt, ahol 1975-ben professzori kinevezést kapott. 1981-1989 között a Stanford Egyetem farmakológiaprofesszora volt, majd megpróbálkozott a versenyszférával és az Abbott Laboratories gyógyszerkonszern alelnöke lett. 
1993-ban megalapította saját biotechnológiai cégét, a Molecular Geriatrics Corporationt. Pénzügyi nehézségek miatt 1997-től visszatért az akadémiai szektorba és a houstoni Texasi Egyetemen kezdett el ismét oktatni, mint az integratív biológiai, farmakológiai és élettani tanszék vezetője. 2011 óta volt a George Washington Egyetem tanára.
1977-ben kimutatta, hogy a régóta szívgyógyszerként használt nitroglicerinből a szervezetben nitrogén-monoxid keletkezik, és a gáz hatására a véredények átmérője megnövekedik. Körülbelül ugyanekkor Robert F. Furchgott közölte, hogy felfedezett egy ismeretlen összetételű anyagot, amely ellazítja a vérerek simaizmait és amit ő endotélium eredetű relaxáló faktornak (endothelium-derived relaxing factor, EDRF) nevezett. A két kutatótól függetlenül dolgozó Louis Ignarro pedig bebizonyította, hogy az EDRF azonos a nitrogén-monoxiddal. Az 1986-ban közölt eredmény nagy feltűnést keltett, mert addig példátlan volt, hogy egy ilyen egyszerű szerkezetű molekula, amely addig inkább mint a légszennyezés egyik komponense volt ismert, ilyen fontos élettani szerepet játsszon. Azóta is ez az egyetlen ismert gáz, amely a szervezetben jelátvivőként működik. A nitroglicerin hatásmódjának felfedezése lehetővé tette új gyógyszerek (mint például a Viagra) és terápiás módszerek kifejlesztését.

## Díjai

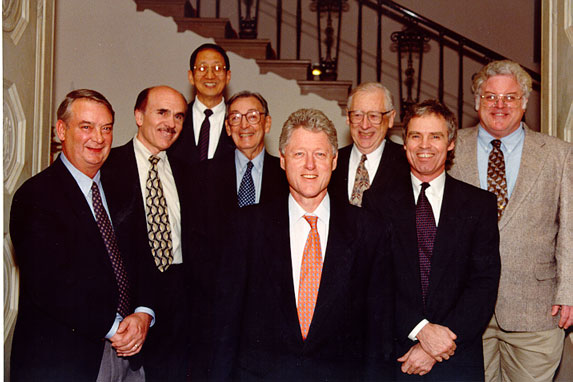
Bill Clinton és az 1998-as év Nobel-díjasai. Ferid Murad balról az első

Ferid Murad, Robert F. Furchgott és Louis Ignarro 1998-ban megkapta az orvostudományi Nobel-díjat a nitrogén-monoxid szignálátviteli szerepének felismeréséért. Ezenkívül 1988-ban megkapta az American Heart Association Ciba-díját, 1996-ban az orvostudományi alapkutatásért járó Albert Lasker-díjat, 1999-ben az albán Nemzet Kitüntetettje-díjat, 1999-ben Indiana állam legmagasabb kitüntetését, a Sagamore Wabash-díjat, 2000-ben a macedóniai Szent Pál apostol-érmet, 2000-ben a Baxter-díjat, 2005-ben a spanyol Santiago Grisolia-díjat, valamint 13 egyetem díszdoktori címét is elnyerte.

## Családja
Ferid Murad 1958-ban, főiskolai diákként házasodott össze Carol Ann Leopolddal. Házasságukból öt gyermek született.